# Christophe Bataille
Christophe Bataille (1971) è uno scrittore francese.

## Biografia
Dopo gli studi all'École des hautes études commerciales di Parigi, ha lavorato per due anni a Londra per L'Oréal, dove ha scritto il suo secondo romanzo Absinthe (1994), dopo l'esordio con Annam (1993), accolto favorevolmente dalla critica.
Tornato a Parigi, ha cambiato mestiere nel 1995 dedicandosi all'editoria presso le Éditions Grasset e continuando a scrivere di notte.
Dal 2007, sostiene "Bibliothèques sans Frontières", una organizzazione non governativa che si occupa di diffondere la conoscenza nei paesi in via di sviluppo.

## Opere
- Annam, 1993 - Prix du premier roman e Prix des Deux Magots 1994; trad. di Egi Volterrani, Annam, Genova: Il melangolo, 1995 ISBN 88-7018-260-6
- Absinthe, 1994 - Prix Littéraire de la Vocation; trad. di Egi Volterrani, Assenzio, Genova: Il melangolo, 1995 ISBN 88-7018-292-4
- Le Maître des heures, 1997; trad. Paola Gallo, Il signore del tempo, Torino: Einaudi, 1998 ISBN 88-06-14421-9
- Vive l'enfer, 1999
- J'envie la félicité des bêtes, 2002
- Quartier général du bruit, 2006
- Le Rêve de Machiavel, 2008